# Schlacht bei Hastenbeck
Hastenbeck – Rheinberg – Krefeld – Sandershausen – Mehr – Lutterberg 1758 – Bergen – Minden – Gohfeld – Fulda – Korbach – Emsdorf – Warburg – Rhadern – Kloster Kampen – Langensalza – Saalfeld – Vellinghausen – Arnsberg – Wilhelmsthal – Lutterberg 1762 – Brücker Mühle

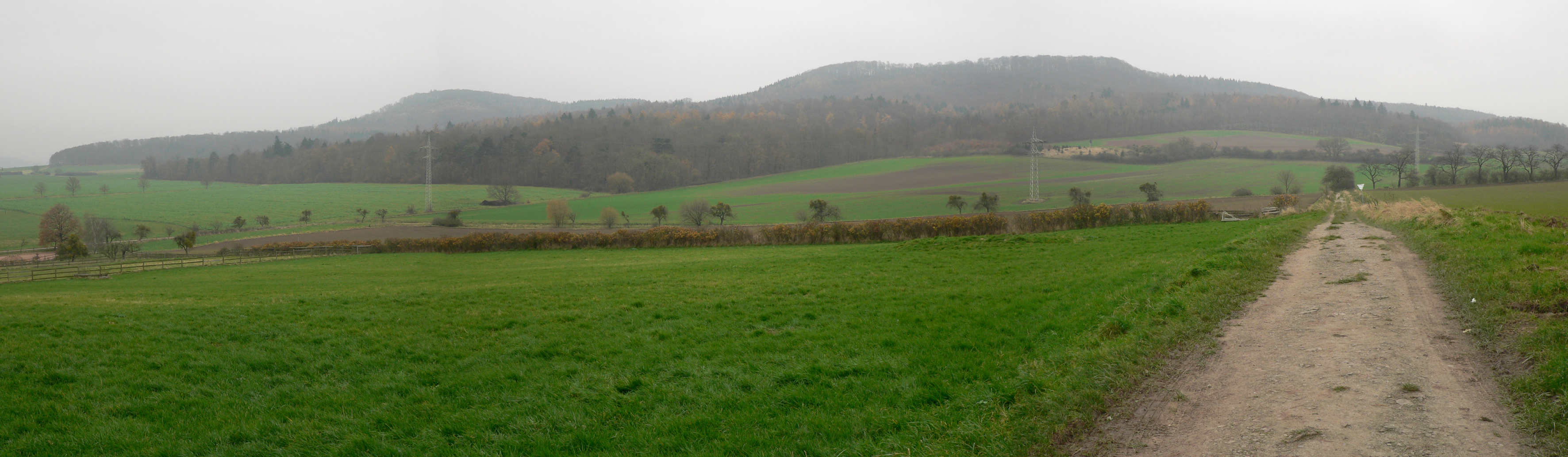
Blick vom Schlachtdenkmal oberhalb von Hastenbeck auf den Schecken und einen Teilbereich des Schlachtfeldes

Die Schlacht bei Hastenbeck am 26. Juli 1757 war eine Schlacht des Siebenjährigen Krieges zwischen dem in Personalunion verbundenen Kurfürstentum Braunschweig-Lüneburg („Kurhannover“) und dem Königreich Großbritannien gegen Frankreich.

## Ausgangslage
Im Mai 1757 hatte sich der französische Hof bereiterklärt, mit 105.000 Mann eine Offensive gegen Preußen und seine Verbündeten zu beginnen. Ende des Monats verfügte die Armee, die am Niederrhein stand, aufgrund österreichischer, kurpfälzischer und münsterscher Kontingente bereits über 115.000 Mann. Der Rhein wurde Anfang Juni überschritten, danach wurden die westlichen Besitzungen Preußens besetzt. Am 20. Juli konnten die Franzosen Bielefeld erobern.
Preußen konnte gegen die französische Armee nur 5.000 Soldaten abstellen. Die Hauptlast schulterten daher preußische Verbündete, zu denen vor allem Kurhannover, aber auch andere protestantische Reichsfürsten gehörten. Die aus den anderen Kontingenten gebildete Observationsarmee verfügte über 47.000 Mann mit 22 schweren Geschützen (27.000 Kurhannoveraner, 12.000 Hessen-Kasseler, 6.000 Braunschweig-Wolfenbütteler, 1.200 Schaumburg-Lipper und 800 Sachsen-Gothaer). Zu dieser Zeit standen zudem noch viele hannoversche Truppen in England und waren für die Schlacht bei Hastenbeck nicht verfügbar. Oberbefehlshaber war William Augustus, Duke of Cumberland. Er war der Sohn Georgs II., des Kurfürsten von Braunschweig-Lüneburg und Königs von Großbritannien. Sein Hauptziel war die Verteidigung Kurhannovers gegen eine französische Besetzung. Doch trotz seiner Bemühen konnten die Franzosen unter Marschall d’Estrées am 16. Juli 1757 die Weser überqueren.
In der Schlacht bei Hastenbeck setzten die Alliierten als Kanonen insgesamt 45 Dreipfünder und 30 Geschütze bei der Reserve, darunter 24 schwere Kanonen und sechs Haubitzen ein. In der Ebene bei Hastenbeck setzten sie 18 schwere Geschütze, davon 12 schwere Kanonen und die sechs Haubitzen ein. Die Franzosen setzten in der Schlacht insgesamt 164 Geschütze ein, davon 88 Dreipfünder, 68 Kanonen und 8 Haubitzen unbekannten Kalibers. Davon setzten sie 18 Geschütze auf der Obensburg ein. Eine Zwölfpfünderkanone konnte von der Höhe des Schecken etwa zwei Kilometer weit auf die Ebene um das Dorf Hastenbeck schießen. Eingesetzt wurden die Kanonen aber in der Regel nur auf eine Distanz von unter einem Kilometer.

## Schlachtverlauf
Um die französischen Truppen wieder hinter die Weserlinie zu drängen, stellte sich Cumberland am 26. Juli 1757 bei Hastenbeck zur Schlacht, obwohl ihm das Terrain nur oberflächlich bekannt war. Er positionierte seine Armee westlich der Erhebung des Schecken zwischen Afferde über Hastenbeck bis zur Obensburg auf einer Schlachtlinie von 6 km Länge auf. Durch die geschickte Aufstellung seiner Truppen im hügeligen Gelände machte er den Nachteil der erheblichen Unterlegenheit an Truppen und Kanonen wett. Der von seinen Bewohnern geräumte Ort Hastenbeck lag mitten im Kampfbereich etwa 300 Meter vor den Linien der Alliierten und war damit der Vernichtung preisgegeben.
Der Morgen des 26. Juli 1757 begann mit einem Artillerieduell der beteiligten Truppen. Der französische General Chevert hatte sich, von den Alliierten unbemerkt, in der Nacht zuvor mit seinem Korps bei Voremberg der Erhebung des Schecken genähert. Von dort drang er bei Schlachtbeginn mit 18 Kanonen auf die Anhöhe der Obensburg vor, auf der drei alliierte Jägerkompanien standen, und nahm ihre Stellung ein. Im Rücken der Alliierten stehend beschossen die französischen Truppen sie mit ihren Kanonen von oben. Bald eroberten die Alliierten durch die Obersten von Breidenbach und von Dachenhausen die Obensburg wieder zurück und beschossen mit den vorgefundenen Kanonen die französischen Stellungen.
In den Mittagsstunden gab der Marschall d’Estrées, der vom Schlachtfeld die Rückeroberung der Obensburg beobachtet hatte, seinen Truppen den Befehl zum Abbruch der Schlacht. Kurz danach erteilte der Herzog von Cumberland seinen Truppen den Rückzugsbefehl. Die Alliierten, die die Obensburg auf dem Schecken wieder räumen mussten, konnten beim Rückzug die Hälfte der französischen Kanonen wegen fehlender Zugpferde nicht abtransportieren und mussten sie unbrauchbar machen. Hätte Marschall d'Estrées seine Truppenaufstellung verändert und einen Angriff westlich der Ortschaft Hastenbeck und östlich der Weser Richtung Hameln gewagt, hätte die Artilleriebatterie der Alliierten auf der Obensburg wegen der mangelnden Schussreichweite der Kanonen nichts ausrichten können.
Die Befehle erfolgten auf dem Höhepunkt der Schlacht in der Annahme, die eigene Armee durch einen schnellen Rückzug vor der Vernichtung zu retten. Als Marschall d’Estrées geistesgegenwärtig erkannte, dass der Herzog von Cumberland ebenfalls den Abmarsch antrat, stoppte er seinen Abzug, nahm aber aus Sicherheitsgründen keine weitere Verfolgung auf. Der Welfe, Herzog von Cumberland, zog sich über Minden und Nienburg bis nach Stade zurück und gab damit Hameln, Hannover und Braunschweig preis. So ging die Schlacht für die Observationsarmee verloren. Die französische Armee hatte Verluste von 2.300 Mann erlitten, während auf Seiten der Alliierten die Verluste 1.400 Mann betrugen.

## Auswirkungen
Die Folgen der verlorenen Schlacht waren weitreichend. Cumberland zog die Observationsarmee hinter die Aller zurück und gab damit die Festung Hameln preis. Er beauftragte das schwache Garnisonsregiment der Stadt, den französischen Truppen die Kapitulation anzubieten, die am 30. Juli 1757 erfolgte. Der französische Befehlshaber Marschall d’Estrées campierte mit seinen Truppen nördlich des Schlachtfeldes. Er selbst wurde nach Intrigen am Versailler Hof acht Tage nach der Schlacht abgelöst. Die Franzosen unter ihrem neuen Oberbefehlshaber Louis Armand du Plessis, Herzog von Richelieu besetzten nun weite Teile des Kurfürstentums Braunschweig-Lüneburg und des Fürstentums Braunschweig-Wolfenbüttel. Schließlich wurde die Observationsarmee, die die preußischen Kontingente abgegeben hatte, im Raum Stade zusammengedrängt und vom Nachschub aus Hamburg und Bremen abgeschnitten.
Dänemark vermittelte daraufhin Verhandlungen zwischen Cumberland und Richelieu über eine Neutralitätserklärung. Am 8. und 10. September 1757 wurde die so genannte Konvention von Kloster Zeven im Kloster Zeven unterzeichnet. Die kurhannoverschen Truppen sollten im Raum Stade verbleiben, während Frankreich Hannover besetzte und sich die Kontingente der anderen deutschen Fürsten auflösen sollten.
Mit der Konvention von Kloster Zeven stand keine Armee mehr den Franzosen auf ihrem möglichen Weg nach Magdeburg und Berlin entgegen. Richelieu fühlte jedoch zunächst nur in Richtung Halberstadt vor, der eigentliche Feldzug sollte erst 1758 erfolgen.
Die Ereignisse um die Schlacht und ihre Folgen sind Gegenstand des Romans Hastenbeck von Wilhelm Raabe (1899).
Oberhalb von Hastenbeck auf dem Schmiedebrink als dem Mittelpunkt des Schlachtfeldes ist 1907 am 150. Jahrestag der Schlacht ein Denkmal aus Findlingssteinen errichtet worden. Es trägt die Aufschrift:
Hier kämpften gegen Franzosen am 26. Juli 1757 Hannoveraner, Braunschweiger, Hessen und Bückeburger.
Den Gefallenen zur Ehre errichtet am 150jährigen Gedenktage der Schlacht.
Die zerstörten Gebäude in Hastenbeck wurden wieder aufgebaut, wovon noch Hausinschriften in den Giebelbalken mehrerer Häuser von 1758 zeugen.

Die Schlacht bei Hastenbeck am 26. Juli 1757 (Kupferstich)
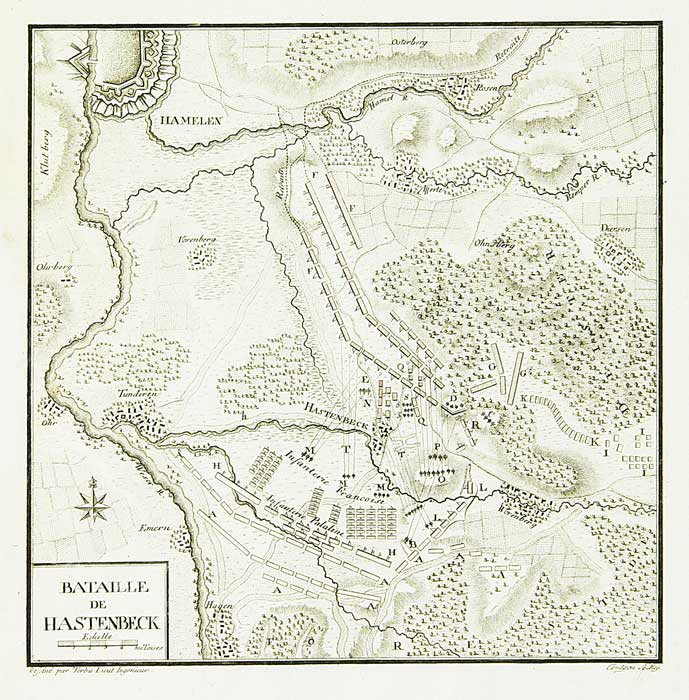
Lageskizze der Schlacht bei Hastenbeck westlich des Schecken
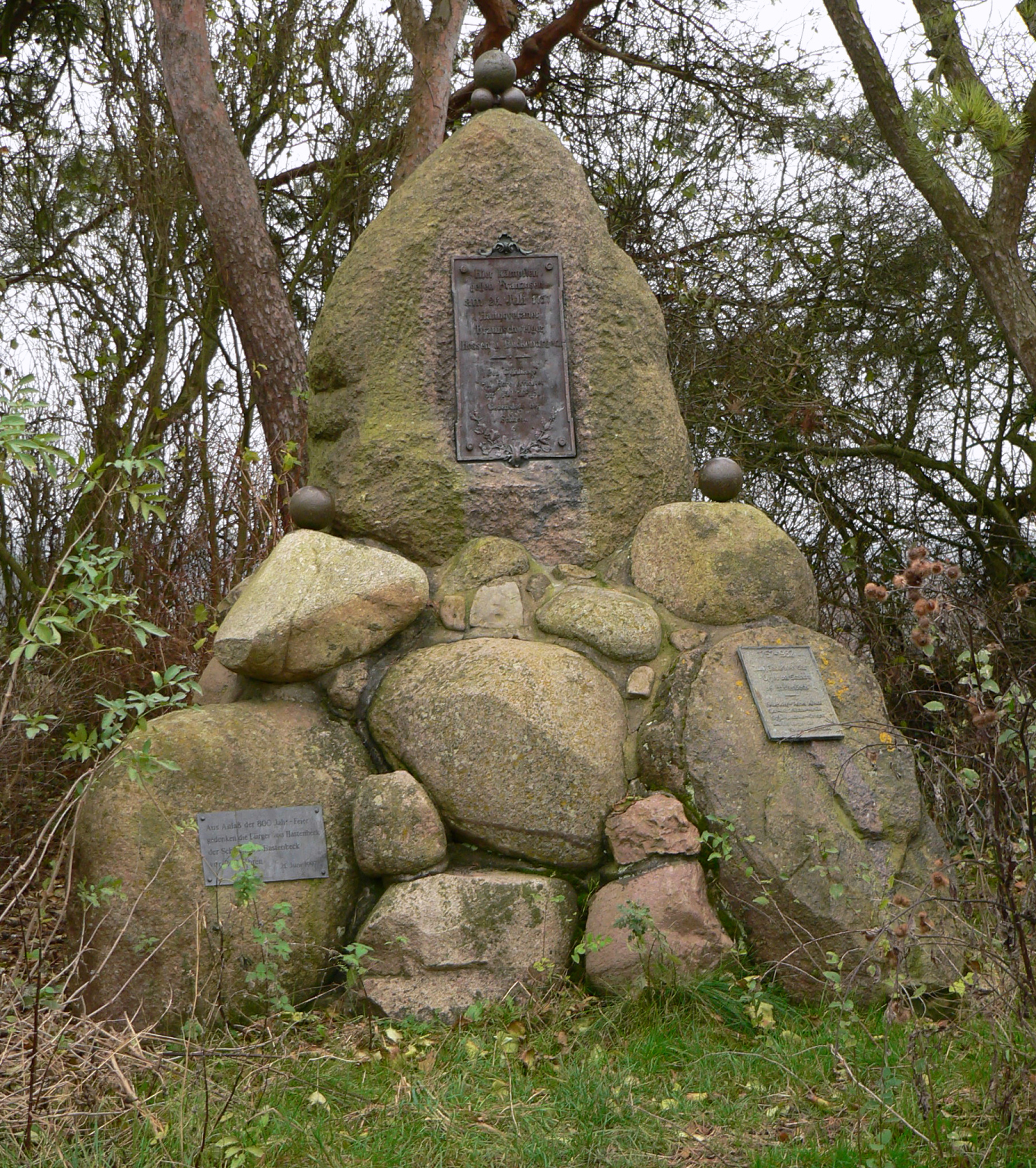
Schlachtdenkmal oberhalb von Hastenbeck
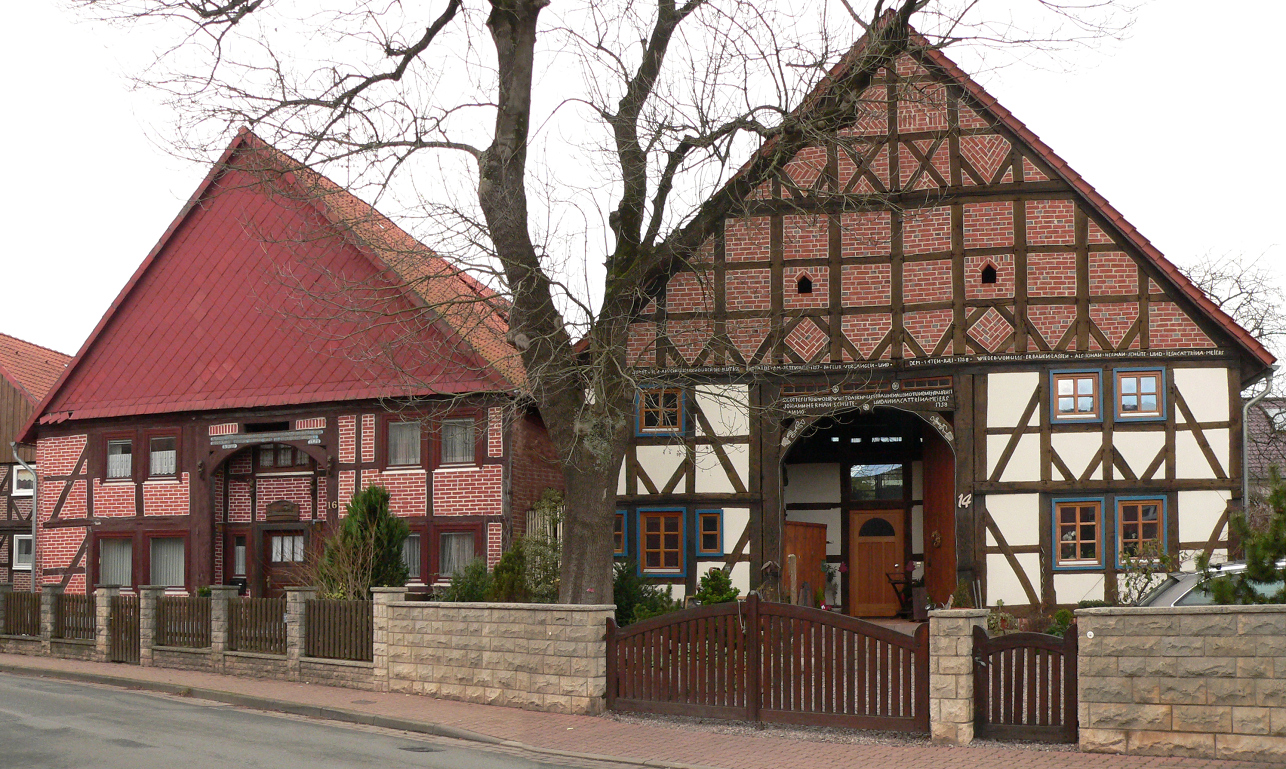
Bei der Schlacht zerstörtes und 1758 wieder aufgebautes Gebäude in Hastenbeck (rechts), siehe Giebelbalken
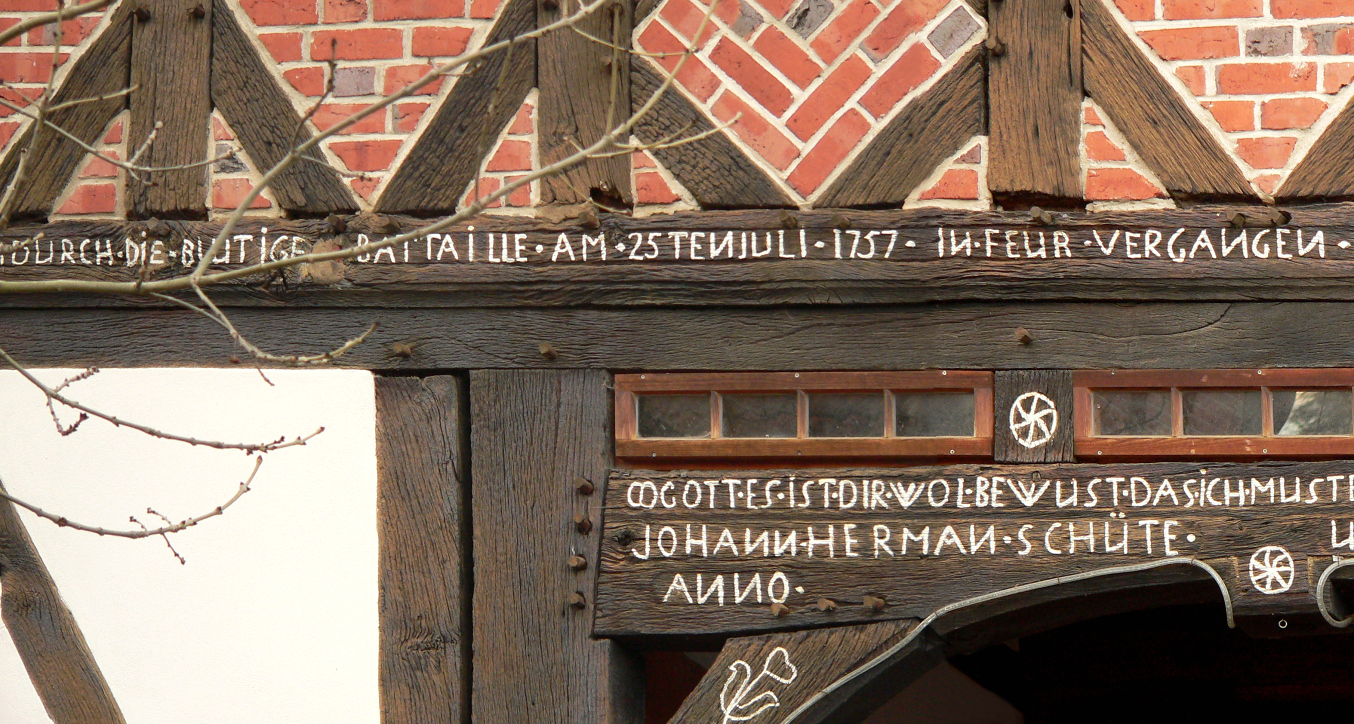
Giebelbalken mit Hausinschrift ... durch die blutige Battaille am 25ten Juli 1757 in Feuer vergangen ...